# Pyrellia rapax
Pyrellia rapax är en tvåvingeart som först beskrevs av Harris 1780.  Pyrellia rapax ingår i släktet Pyrellia och familjen husflugor. Arten är reproducerande i Sverige. Inga underarter finns listade i Catalogue of Life.